# TOWER111
TOWER111（タワー111）は、滋賀県草津市大路1丁目7番1号に所在する高層マンション。高層マンションの名称はリーデンスタワー草津（リーデンスタワーくさつ）。

## 概要
草津駅近くに立地する地上32階、高さ111 ｍのタワーマンションである。草津駅東口は古くからの商店や木造住宅が密集しており、防災面と地域活性化の観点から2001年に市街地再開発事業組合が設立され、事業協力者としてフジタが参画した（発注者は大路中央地区市街地再開発組合）。0.7 haの区画を整備して高層鉄筋コンクリートFHRC工法も採用して工期短縮を図り、2005年1月に竣工した。
1階に商業施設、2階に住宅共用部と駐車場、3階 - 32階に集合住宅262戸を配置している。